# Baldwin (Pennsylvania)
Baldwin è un comune (borough) degli Stati Uniti d'America, nella contea di Allegheny nello Stato della Pennsylvania. Secondo il censimento del 2010 la popolazione è di 19.767 abitanti.

## Storia
Venne costituita il 27 ottobre 1950 dalla Township omonima.

## Società

### Evoluzione demografica
La composizione etnica vede una prevalenza della razza bianca (96,20%) seguita da quella afroamericana (2,42%).
| borough di Baldwin Popolazione |        |
| 2000                           | 19.999 |
| 2010                           | 19.767 |